# Forcipomyia novaguineae
Forcipomyia novaguineae är en tvåvingeart som beskrevs av Tokunaga 1959. Forcipomyia novaguineae ingår i släktet Forcipomyia och familjen svidknott. Inga underarter finns listade i Catalogue of Life.